# Diane sortant du bain
Cet article possède un paronyme, voir Bain de Diane.
Diane sortant du bain est un tableau, mesurant 57 × 73 cm, peint par François Boucher en 1742. Il est conservé au Musée du Louvre à Paris. Il représente Diane, la déesse romaine de la chasse, accompagnée d'une nymphe.

## Description
Au premier plan est assise la déesse Diane nue sortant de son bain, accompagnée d'une nymphe assise à ses pieds. Diane est identifiable grâce à sa couronne de perles ornée d'un bijoux en forme de croissant de lune.
La déesse est assise sur des étoffes de soie qui rehaussent son teint clair et ses cheveux blonds. la nymphe, à sa droite, et à gauche de la toile, a les cheveux plus sombres, et observe les jambes de la déesse. Le teint clair de leur peau aux nuances tirant sur le rouge contraste avec les tons bleu et vert du paysage.  
En dehors du bijoux qu'elle porte sur la tête, d'autres attributs nous indiquent que cette femme nue est la déesse de la chasse, comme le carquois avec les flèches sur le sol en face d'elle sur la gauche du tableau, les deux chiens de chasse s'abreuvant à l'étang où elle vient de se baigner, un arc et quelques proies sur sa gauche, en bas à droite du tableau. Diane est assise sur des étoffes de soie qui symbolisent le luxe et qui contrastent avec l’environnement rural. 

## Appropriations
Le peintre Herman Braun-Vega, en 1987, approprie Diane sortant du bain dans son tableau Diane des tropiques. En ajoutant deux métisses nues sortant également du bain au premier plan devant Diane et  sa nymphe, Braun-Vega exprime l'avènement d'un monde multiracial et multiculturel. Il réitère le procédé en 1989 dans son tableau La danse (Boucher, Matisse) en y ajoutant le métissage de la peinture de Matisse avec celle de Boucher.